# Around the World (песен на „Ред Хот Чили Пепърс“
Around the World е сингъл на американската фънк рок група Ред Хот Чили Пепърс. Това е вторият издаден сингъл от албума Californication.
Песента има голям успех и се изкачва до номер 7 в класацията Billboard Modern Rock Tracks и номер 16 в класацията Mainstream Rock Tracks.
Видеоклипът към песента е режисиран от Стефан Седнаоуи, който преди това прави и клиповете към песните Breaking the Girl, Scar Tissue и Give It Away.